# Trophée Schenley du meilleur joueur de ligne
Le trophée Schenley du meilleur joueur de ligne a été décerné de 1955 à 1973 au joueur qui était considéré le meilleur à une position défensive ou à une position de joueur de ligne offensive au football canadien professionnel. Il s'agissait du troisième par ordre de création des trophées Schenley. Avant la création formelle de la Ligue canadienne de football en 1958, ce trophée honorait le meilleur joueur de ligne des deux ligues professionnelles de l'époque, la Interprovincial Rugby Football Union et la Western Interprovincial Football Union.

À partir de la saison 1974, la ligue a décidé de conférer deux récompenses, celle du meilleur joueur défensif et celle du meilleur joueur de ligne offensive pour remplacer ce titre.

## Lauréats (1955-1973)
Pour la signification des abréviations, voir Glossaire des positions au football canadien.
- 1955 - Tex Coulter (LO), Alouettes de Montréal
- 1956 - Kaye Vaughan (BL), Rough Riders d'Ottawa
- 1957 - Kaye Vaughan (BL), Rough Riders d'Ottawa
- 1958 - Don Luzzi (PD), Stampeders de Calgary
- 1959 - Roger Nelson (BL), Eskimos d'Edmonton
- 1960 - Herb Gray (AD), Blue Bombers de Winnipeg
- 1961 - Frank Rigney (BL), Blue Bombers de Winnipeg
- 1962 - John Barrow (PD), Tiger-Cats de Hamilton
- 1963 - Tom Brown (SEC), Lions de la Colombie-Britannique
- 1964 - Tom Brown (SEC), Lions de la Colombie-Britannique
- 1965 - Wayne Harris (SEC), Stampeders de Calgary
- 1966 - Wayne Harris (SEC), Stampeders de Calgary
- 1967 - Ed McQuarters (PD), Roughriders de la Saskatchewan
- 1968 - Ken Lehmann (SEC), Rough Riders d'Ottawa
- 1969 - John LaGrone (PD), Eskimos d'Edmonton
- 1970 - Wayne Harris (SEC), Stampeders de Calgary
- 1971 - Wayne Harris (SEC), Stampeders de Calgary
- 1972 - John Helton (PD), Stampeders de Calgary
- 1973 - Ray Nettles (SEC), Lions de la Colombie-Britannique

## Finalistes (1955-1973)
Note: Des finalistes ont été annoncés à partir de 1957. Avant 1973, le finaliste pour la division Ouest n'était pas nécessairement le gagnant du trophée DeMarco-Becket.
Pour la signification des abréviations, voir Glossaire des positions au football canadien.
- 1955 - Vince Scott, Tiger-Cats de Hamilton; Martin Ruby, Roughriders de la Saskatchewan; Dale Meinert, Eskimos d'Edmonton
- 1956 - Buddy Alliston (SEC/G), Blue Bombers de Winnipeg
- 1957 – Art Walker (BL/PD), Eskimos d'Edmonton
- 1958 – Jackie Simpson (SEC), Alouettes de Montréal
- 1959 – John Barrow (PD), Tiger-Cats de Hamilton
- 1960 – Kaye Vaughan (BL), Rough Riders d'Ottawa
- 1961 – John Barrow (PD), Tiger-Cats de Hamilton
- 1962 – Wayne Harris (SEC), Stampeders de Calgary
- 1963 – Angelo Mosca (PD), Tiger-Cats de Hamilton
- 1964 – John Barrow (PD), Tiger-Cats de Hamilton
- 1965 – John Barrow (PD), Tiger-Cats de Hamilton
- 1966 – Wayne Harris (SEC), Stampeders de Calgary
- 1967 – John Barrow (PD), Tiger-Cats de Hamilton
- 1968 – Ted Urness (C), Roughriders de la Saskatchewan
- 1969 – Billy Joe Booth (AD), Rough Riders d'Ottawa
- 1970 – Angelo Mosca (PD), Tiger-Cats de Hamilton
- 1971 – Mark Kosmos (SEC), Alouettes de Montréal
- 1972 – Jim Stillwagon (PD), Toronto Argonauts
- 1973 – Ed George (BL), Alouettes de Montréal